# Ерогов, Михаил Семёнович
Михаил Семёнович Ерогов — советский хозяйственный, государственный и политический деятель.

## Биография
Родился в 1903 году в посёлке Александровского завода. Член КПСС с 1921 года.
С 1914 года — на хозяйственной, общественной и политической работе. В 1914—1958 гг. — чернорабочий, коногон, кровельщик и маляр на Кизеловском заводе, ответственный секретарь заводской комсомольской ячейки, заведующий земельным отделом и отделом труда Волисполкома, председатель культкомиссии заводского комитета профсоюза горняков, ответственный организатор комсомольских ячеек на Кизеловских шахтах, ответственный секретарь Заимского райкома ВКП (б) города Перми, Пермского укома РКСМ, ответственный секретарь Верхне-Камского окружкома РКСМ, заведующий отделом школьного строительства ЦК ВЛКСМ, партийный работник Московского комитета ВКП(б), начальник политотдела Ивановского района Северных железных дорог, заместитель начальника, начальник политотдела, начальник Оренбургской железной дороги, заместитель начальника комбината Челябинскуголь, начальник Управления рабочих кадров, труда и заработной платы НКПС, Уполномоченный ЦУВО и НКПС по Катовицкой дирекции железных дорог, начальник Брест-Литовской железной дороги, заместитель председателя правления советско-китайского общества китайской Чаньчуньской железной дороги, начальник Казанской железной дороги, первый заместитель начальника Управления кадров и учебных заведений Министерства транспортного строительства СССР.
Делегат XIV, XV, XVI, XVII и XVIII съездов ВКП(б).
Умер в Москве после 1970 года.